# Winifred Lily Boys-Smith

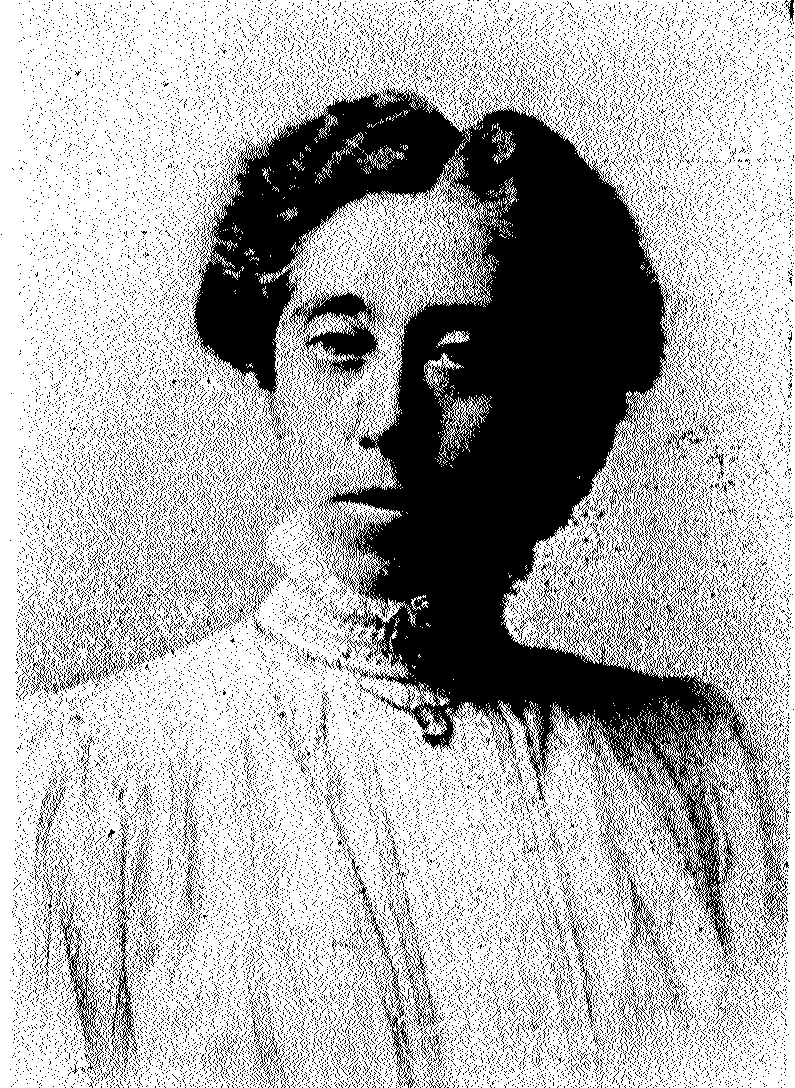
Winifred Boys-Smith, 1911

 Winifred Lily Boys-Smith (* 7. November 1865 in Corsham, Wiltshire, England; † 1. Januar 1939 in Milford on Sea, Hampshire, England) war eine britisch-neuseeländische Illustratorin und Hochschullehrerin. Sie war die erste Professorin in Neuseeland.

## Leben und Werk

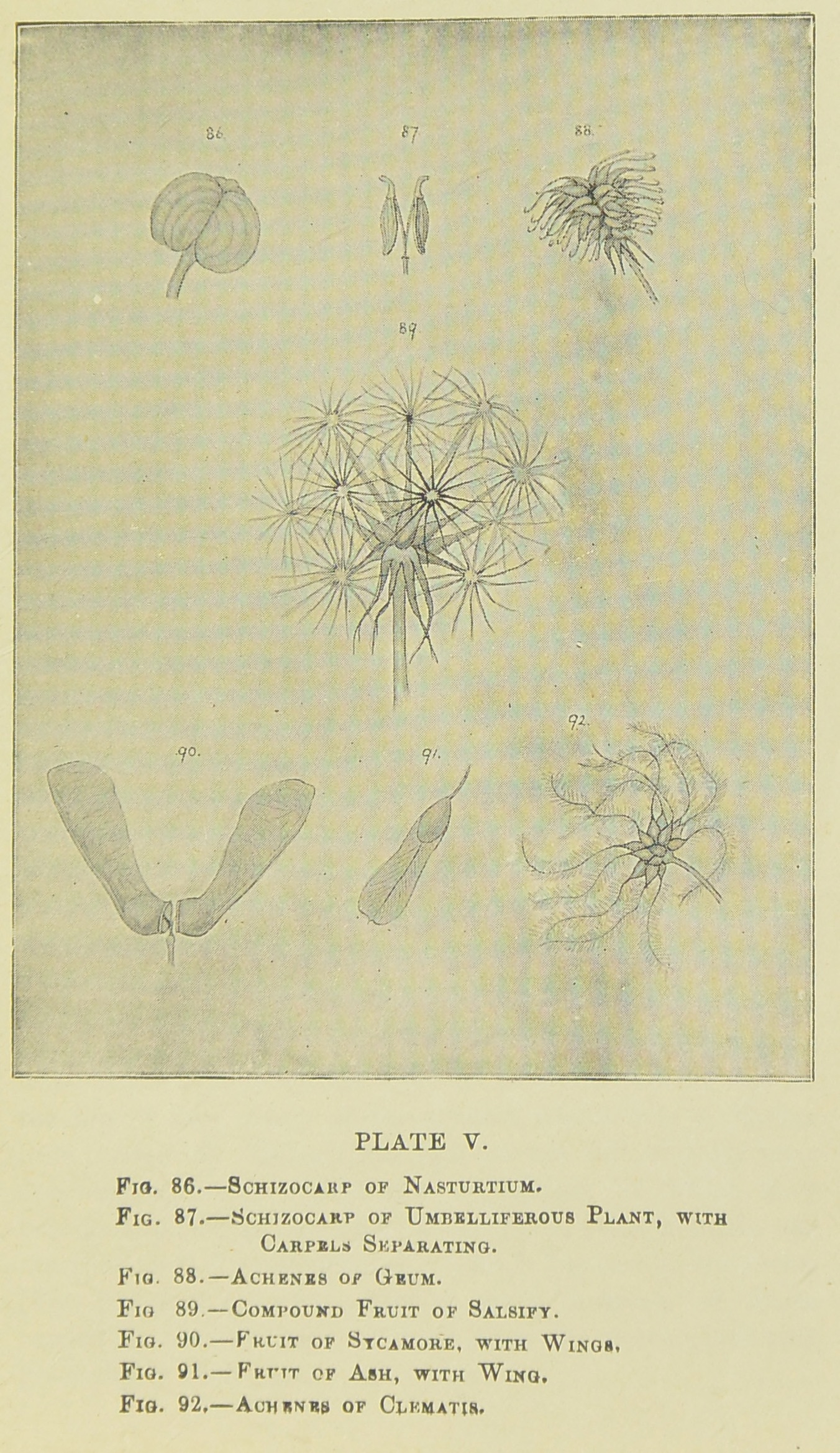
Botanische Zeichnungen von Winifred Boys-Smith in einem Botanik-Lehrbuch

Boys-Smith war die Tochter von Rosamond Georgiana Cox und dem anglikanischen Geistlichen John Boys Smith. Sie besuchte die Tunbridge Wells High School und studierte dann mit einem Mathematikstipendium am Girton College der University of Cambridge. Sie studierte von 1891 bis 1895 in Cambridge und belegte den Full Honours Course für den naturwissenschaftlichen Tripos. Da Frauen zu dieser Zeit jedoch keine Abschlüsse verliehen wurden, erhielt sie lediglich ein Zertifikat.
1895 studierte sie in Cambridge wissenschaftliches Zeichnen, und viele ihrer Illustrationen wurden in zeitgenössischen botanischen Texten veröffentlicht. Nach der Veröffentlichung des von ihr illustrierten Buches Flowering Plants: Their Structure And Habitat bezeichnete eine Rezension in Nature ihre Illustrationen als „ungewöhnlich gut“.
1896 wurde sie Dozentin für Naturwissenschaften in der Ausbildungsabteilung des Cheltenham Ladies’ College. Hier unterrichtete sie Lehramtsstudentinnen in Physiologie, Hygiene, Botanik, Chemie, Zoologie und Physiographie. Während ihrer Zeit am College verbrachte Boys-Smith von 1906 bis 1907 mit Unterstützung eines Frances Mary Buss Memorial Travelling Scholarship vier Monate in den Vereinigten Staaten. Dort studierte sie an verschiedenen Bildungseinrichtungen mit besonderem Schwerpunkt auf dem Unterrichten von Naturwissenschaften und Hauswirtschaft. Sie besuchte die Cornell University, das Teachers College an der Columbia University, das Barnard College und das Wellesley College in Massachusetts und traf John Studholme, der einen geeigneten Kandidaten für die Einrichtung eines neuen Studienganges in Neuseeland suchte.

## Universitätslehrstuhl für Hauswirtschaft
In Neuseeland gab es zu dieser Zeit wachsende Unterstützung für die Idee, Mädchen Hauswirtschaft zu lehren. Viele Menschen waren davon überzeugt, dass ein Rückgang der Geburtenrate zu einer Krise führen würden, der durch die Aufrechterhaltung der traditionellen Ideale des Familienlebens begegnet werden musste. Es wurde vorgeschlagen, Frauen nicht dazu zu erziehen, mit Männern zu konkurrieren, sondern sie speziell für den häuslichen Bereich auszubilden. Diese Meinungen vertraten Persönlichkeiten des öffentlichen Lebens wie der Gesundheitsreformer Frederic Truby King und der Pädagoge George Hogben.
1909 bot der Landbesitzer Colonel John Studholme aus South Canterbury seine Hilfe bei der Finanzierung der Einrichtung eines Universitätslehrstuhls für Hauswirtschaft an. Der Rat der University of Otago stimmte Studholmes Plan zu und ermächtigte ihn, während seines Aufenthalts in den Vereinigten Staaten und in Großbritannien einen geeigneten Hochschullehrer für die Entwicklung des neuen Studiengangs zu finden. Er entschied sich für Winifred Boys-Smith. Im Januar 1911 trat Boys-Smith ihre Stelle als erste Professorin für Hauswissenschaften und häusliche Künste an der University of Otago an. Sie reiste mit der Sekretärin Mary Jenkins nach Neuseeland.
Das von ihr für die School of Home Science ins Leben gerufene Bildungsprogramm zielte darauf ab, den Status der häuslichen Künste durch eine fundierte wissenschaftliche Ausbildung, ergänzt durch technischen Unterricht, zu heben. Die Betonung der Naturwissenschaften, insbesondere der Chemie, verdeutlichte, dass die School of Home Science zu einer Universität gehörte.
In den Anfangsjahren der Schule befanden sich in der alten School of Mines, bekannt als Tin Shed, ein Labor, ein Hörsaal und ein Klassenzimmer. Praktische Kochkurse wurden zweimal wöchentlich in den Einrichtungen der North Dunedin Technical School abgehalten. Die Wäschereiarbeiten wurden in Boys-Smiths eigenem Haus durchgeführt, bis geeignetere Vorkehrungen getroffen wurden. Ab Juni 1911 wurde sie von Helen Rawson unterstützt, die Dozentin für Chemie, angewandte Chemie sowie Sozial- und Haushaltsökonomie war.
Boys-Smith richtete sowohl einen dreijährigen Bachelor-of-Science-Studiengang in Hauswissenschaften als auch einen Diplomstudiengang ein. Der Diplomstudiengang begann als zweijähriger Lehrgang, wurde jedoch 1915 auf drei Jahre verlängert. Die School of Home Science wurde 1911 mit fünf Vollzeit- und 21 Teilzeitstudenten eröffnet. Die Zahl wuchs stetig und im Jahr 1920 gab es 71 Frauen, die den Abschluss in Hauswissenschaften machten. Ein Wohnheim, Studholme House, wurde 1915 eingerichtet, um Studentinnen von außerhalb Dunedins unterzubringen. Viele der Absolventinnen der Schule kamen der wachsenden Nachfrage nach Hauswirtschaftslehrern nach. Ab 1917 wurde die Ausbildung in Hauswirtschaft zu einem Pflichtfach für Mädchen an allen weiterführenden und Bezirksoberschulen. 
Sie gründete 1912 den Ladies’ Literary and Debating Club für Universitätsfrauen und war von 1911 bis 1917 Mitglied des Zentralrats der Society for the Health of Women and Children, bekannt als Plunket Society.
Sie lehrte bis 1920 und lebte noch kurze Zeit in Dunedin, bevor sie Schulleiterin der Privatschule Amberley Girls’ Collegiate School in Christchurch wurde.
Im April 1921 kehrte sie nach England zurück. Während ihres Ruhestandes interessierte sie sich weiterhin für Naturwissenschaften und wissenschaftliches Zeichnen und engagierte sich ehrenamtlich in der Sozialarbeit für Arbeitslose.
Boys-Smith starb 1939 im Alter von 73 Jahren in Milford on Sea.

## Ehrungen (Auswahl)
- 2017: 150 Women in 150 Words der Royal Society Te Apārangi

## Illustrierte Bücher
- Charlotte Laurie: Flowering Plants: Their Structure And Habitat. Allman and Sons, 1903.[3]
- Charlotte Laurie: A text-book of elementary botany. Allman and Sons. 1905.